# نیتاولا
نیتاولا (به لاتین: Nittawela) یک منطقهٔ مسکونی در سری‌لانکا است که در استان مرکزی (سری‌لانکا) واقع شده‌است.